# British Racing Motors
British Racing Motors (BRM) – konsorcjum założone przez Raymonda Maysa, konstruujące samochody wyścigowe. Uczestnik wyścigów Formuły 1 w latach 1951–1977.

## Historia
Firma została utworzona w 1947 roku przez Raymonda Maysa (który założył także ERA) i miała siedzibę w Bourne. Z założenia BRM miał być przeciwwagą dla włoskich konstruktorów Formuły 1, korzystających z własnych silników. Pierwszy samochód, nazwany P15 (Type 15), zaprojektowany został przez Petera Berthona i został wyposażony w turbodoładowany silnik V16. Prototyp ten zaczął być testowany w 1949 roku, a po raz pierwszy ścigał się w 1950 roku w zawodach International Trophy na torze Silverstone. Jednak zarówno Mays, jak i Sommer, nie ukończyli tych zawodów. Samochód ten ścigał się w dalszej części roku 1950, a Reg Parnell wygrał nim wyścig Goodwood Trophy.
Samochód ścigał się ponownie w lipcu 1951, kiedy podczas Grand Prix Wielkiej Brytanii prowadzili go Reg Parnell i Peter Walker. Mimo że Parnell stracił do zwycięzcy sześć okrążeń, to wyścig ukończył na punktowanym piątym miejscu.
W 1952 roku zespół został przejęty przez sir Alfreda Owena i jego oficjalna nazwa została zmieniona na Owen Racing Organisation; jednakże samochody nadal nazywały się BRM.
Mimo wielu testów, w których uczestniczyli między innymi Juan Manuel Fangio czy José Froilán González, BRM nie wystawił własnego samochodu w oficjalnych wyścigach Formuły 1 aż do roku 1956. Wówczas to modelem P25 w Grand Prix Wielkiej Brytanii ścigali się Mike Hawthorn, Tony Brooks i Ron Flockhart. Pojazd był wyposażony w zupełnie nowy, 2,5-litrowy silnik projektu Stuarta Tresiliana oraz zawieszenie zaprojektowane przez Colina Chapmana. W 1957 roku model P25 został zgłoszony do trzech Grand Prix, ale nie ukończył żadnego. Jean Behra wygrał jednak nieoficjalne Grand Prix Caen oraz International Trophy.
W sezonie 1958 następował rozwój modelu wraz z takimi kierowcami, jak Behra, Schell, Flockhart, Bonnier i in. Był to pierwszy regularny sezon BRM. Mimo braku zwycięstw BRM zdobył kilka dobrych miejsc i czwarte miejsce w klasyfikacji konstruktorów.
Rok później BRM odniósł pierwsze zwycięstwo, kiedy to Bonnier wygrał Grand Prix Holandii. Sir Alfred Owen udostępnił także model P25 zespołowi British Racing Partnership.
Na rok 1960 BRM skonstruował nowy model P48, który okazał się nieudaną, awaryjną konstrukcją, zdolną do zdobycia jedynie kilku punktów. Sytuacja powtórzyła się w sezonie 1961.
Pod koniec 1961 roku sir Owen zażądał zwycięstwa w sezonie 1962, grożąc w przeciwnym wypadku likwidacją zespołu. By osiągnąć ten cel, stworzono samochód BRM P57 zaprojektowany przez Tony'ego Rudda. Napędzający ten pojazd silnik V8 był zaprojektowany przez Petera Berthona i rozwijany przez Aubreya Woodsa. Kierowcami byli Graham Hill i Richie Ginther. Hill wygrał Grand Prix Holandii, Niemiec, Włoch i RPA i zdobył tytuł mistrza świata w klasyfikacji kierowców. BRM natomiast triumfował w klasyfikacji konstruktorów.
W sezonie 1963 BRM zaczął dostarczać silniki innym zespołom, szczególnie British Racing Partnership, Scuderia Centro Sud, Scuderia Filipinetti czy Scirocco-Powell. Hill wygrał eliminacje w Monako i USA, ale w klasyfikacji generalnej kierowców zakończył sezon na drugim miejscu, ustępując Jimowi Clarkowi w Lotusie.

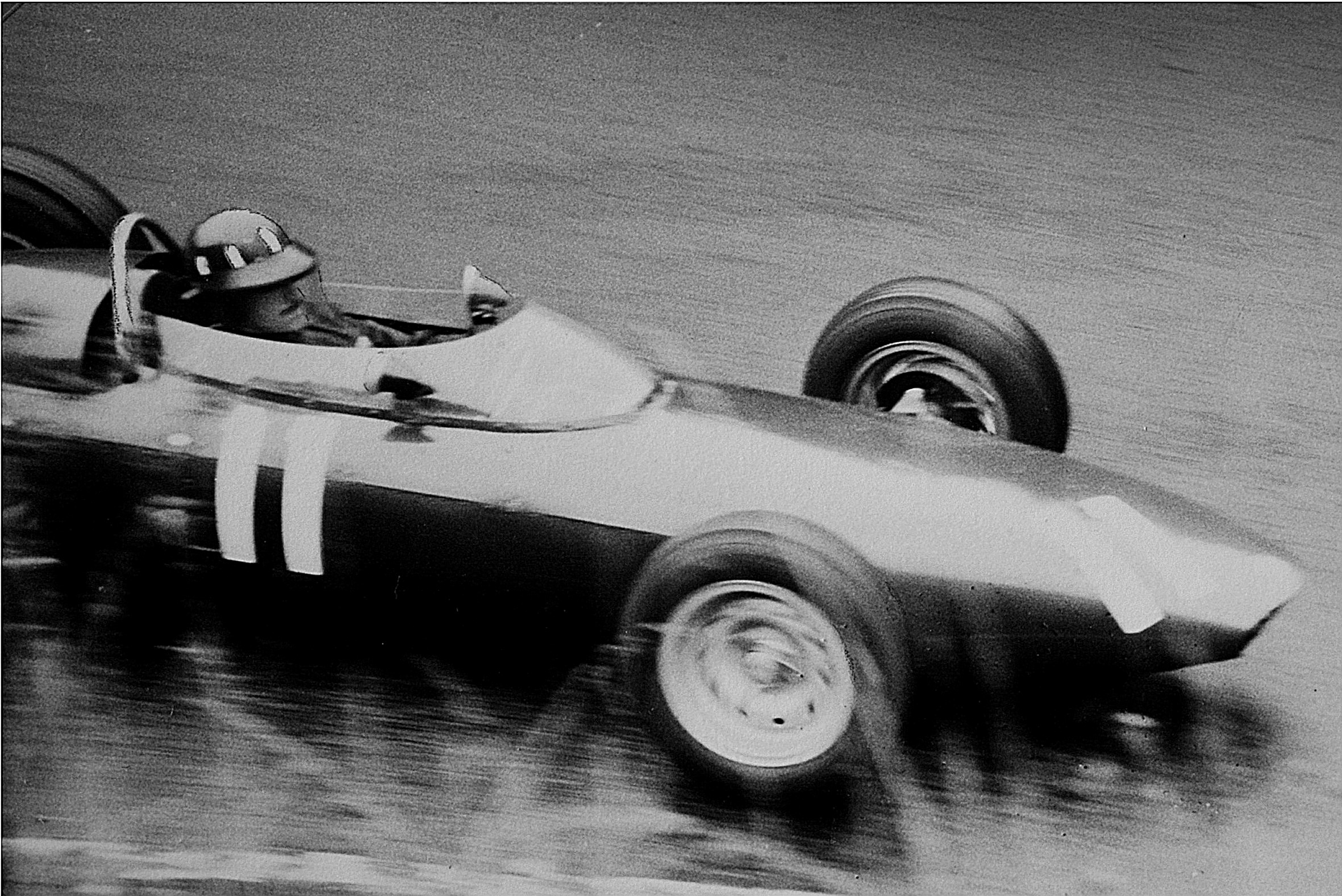
W 1962 roku Graham Hill i BRM zdobyli tytuły mistrzowskie

W roku 1964 kierowcami fabrycznego zespołu pozostali Hill i Ginther, a BRM nadal dostarczał klientom silniki. Tony Rudd zaprojektował model P261, który był na tyle konkurencyjny, aby pozwolić Hillowi wygrać wyścigi o Grand Prix Monako i Stanów Zjednoczonych. Brytyjczyk ponownie ukończył mistrzostwa na drugim miejscu, za Johnem Surteesem.
Na sezon 1965 zespołowym partnerem Hilla został Jackie Stewart. Stewart wygrał Grand Prix Włoch, a Hill ponownie Grand Prix Monako i Stanów Zjednoczonych. Hill ukończył mistrzostwa kierowców na drugiej pozycji (za Clarkiem), a BRM wśród konstruktorów także był drugi (za Lotusem).
W roku 1966 wchodziły w życie nowe przepisy, zmieniające pojemność silników do trzech litrów. BRM eksperymentował z ciężkim i nieudanym silnikiem H16 umieszczonym w modelu P83. BRM dostarczał silniki Lotusowi. Fabryczny zespół odniósł jedno zwycięstwo za sprawą Jackiego Stewarta, który wygrał Grand Prix Monako.
Przed sezonem 1967 Hill odszedł do Lotusa, a zastąpił go Mike Spence. BRM dostarczał stare samochody zespołowi Reg Parnell Racing. Fabryczny zespół zakończył rok bez zwycięstwa. W sezonie 1968 BRM wprowadził zaprojektowany przez Lena Terry'ego model P126, w którym zastosowano zaprojektowany przez Geoffa Johnsona silnik V12. Pedro Rodríguez szybko zaczął korzystać z nowocześniejszego modelu P133, którym zajął drugie miejsce w Grand Prix Belgii. Pod koniec sezonu wprowadzono modelu P138, który nie odnosił sukcesów.
Kierowcami w sezonie 1969 byli John Surtees i Jackie Oliver. Nowy model P139 był niekonkurencyjny. W połowie sezonu do BRM z Eagle'a przyszedł Tony Southgate, który stanął na czele działu projektowego wraz z Alekiem Osborne’em i Peterem Wrightem. Aubrey Woods i Geoff Johnson stali zaś na czele departamentu silników.
Efektem tej reorganizacji był BRM P153 z nowym silnikiem V12. Sponsorem zespołu została firma Yardley. Kierowcami byli Rodríguez i Oliver. Rodríguez wygrał Grand Prix Belgii. W tym okresie Alfred Owen przekazał kontrolę nad zespołem siostrze Jean.
W roku 1971 BRM korzystał z modelu P160, który za sprawą Jo Sifferta i Petera Gethina wygrał odpowiednio Grand Prix Austrii i Włoch. Jednak obaj ci kierowcy zginęli w tamtym roku w wypadkach, a Siffert został jedynym kierowcą, który zginął za kierownicą BRM. Zespół zakończył sezon na drugim miejscu w klasyfikacji konstruktorów.
W sezonie 1972 nowym sponsorem została firma Marlboro. Model P180 okazał się nieudany i konstruktor zastosował ulepszoną wersję P160, którą Jean-Pierre Beltoise wygrał Grand Prix Monako.
Ulepszone wersje modelu P160 rywalizowały do roku 1974. W tym okresie finansowany przez Rubery Owen BRM odnotowywał coraz gorsze rezultaty. Po śmierci Owena w 1974 roku BRM został postawiony w stan likwidacji, ale przetrwał i kontynuował działalność jako Stanley-BRM. Do zaprojektowania BRM P201 został zatrudniony Mike Pilbeam. Zespół okazyjnie ścigał się w sezonie 1976, a uczestniczył w większości eliminacji sezonu 1977, kiedy jego kierowcami byli Larry Perkins i Teddy Pilette. Kierowcy zazwyczaj nie kwalifikowali się do wyścigów i pod koniec roku zespół upadł.
W 1979 roku nastąpiły plany powrotu konstruktora do Formuły 1 za sprawą modelu P230, ale nie zostały one zrealizowane. BRM powrócił podczas 24h Le Mans 1992, ale żaden samochód nie ukończył tego wyścigu.